# Rudolof Yanto Basna
Yanto Basna (sinh ngày 12 tháng 6 năm 1995) là cầu thủ bóng đá người Indonesia chơi ở vị trí hậu vệ trung tâm cho câu lạc bộ Persib Bandung.

## Sự nghiệp câu lạc bộ
Vào tháng 12 năm 2014, Rudolof gia nhập Mitra Kukar. Anh có trận đấu đầu tiên vào ngày 5 tháng 4 năm 2015, khi giành chiến thwngs 1–0 trước Persebaya Surabaya at Sân vận động Bung Tomo.

## Sự nghiệp quốc tế

### Đội tuyển quốc gia
Tính đến 9 tháng 10 năm 2016.
| Đội tuyển Indonesia | Đội tuyển Indonesia | Đội tuyển Indonesia |
| Năm                 | Tận                 | Bàn                 |
| ------------------- | ------------------- | ------------------- |
| 2016                | 7                   | 0                   |
| Tổng cộng           | 7                   | 0                   |

### Câu lạc bộ
Tính đến 12 tháng 4 năm 2015.
| Câu lạc bộ  | Mùa giải            | Giải đấu               | Giải đấu | Giải đấu  | Piala Indonesia | Piala Indonesia | Châu Á  | Châu Á    | Khác    | Khác      | Tổng cộng | Tổng cộng |
| Câu lạc bộ  | Mùa giải            | Division               | Số trận  | Bàn thắng | Số trận         | Bàn thắng       | Số trận | Bàn thắng | Số trận | Bàn thắng | Số trận   | Bàn thắng |
| ----------- | ------------------- | ---------------------- | -------- | --------- | --------------- | --------------- | ------- | --------- | ------- | --------- | --------- | --------- |
| Mitra Kukar | 2015                | Indonesia Super League | 1        | 0         | —               | —               | —       | —         | —       | —         | 1         | 0         |
| Mitra Kukar | Tổng cộng           | Tổng cộng              | 1        | 0         | 0               | 0               | —       | —         | —       | —         | 1         | 0         |
| Mitra Kukar | Tổng cộng sự nghiệp | Tổng cộng sự nghiệp    | 1        | 0         | 0               | 0               | —       | —         | —       | —         | 1         | 0         |